# 第二章〜強がり〜
『第二章〜強がり〜』（だいにしょう つよがり）は、中澤裕子の2枚目のアルバムである。2004年7月22日、アップフロントワークス（zetima)より発売。

## 収録曲
1. DO MY BEST
（作詞・作曲：つんく 編曲：鈴木俊介）
2. 長良川の晴れ
（作詞・作曲：つんく 編曲：小西貴雄）
3. 強がり
（作詞・作曲：つんく 編曲：渡部チェル）
4. 東京美人
（作詞・作曲：つんく 編曲：高橋諭一）
5. 上海の風
（作詞・作曲：つんく 編曲：高橋諭一）
6. GET ALONG WITH YOU
（作詞・作曲：つんく、編曲：渡部チェル）
7. 心機一転〜CHANGING THE MIND〜
（作詞・作曲：つんく 編曲：平田祥一郎）
8. 二人暮し
（作詞・作曲：つんく 編曲：明石昌夫）
9. 悔し涙 ぽろり
（作詞・作曲：つんく 編曲：小西貴雄）
10. 元気のない日の子守唄
（作詞:上田紅葉 作曲：川口真 編曲：高橋諭一）
11. 純情行進曲
（作詞:荒木とよひさ 作曲：堀内孝雄 編曲：船山基紀）
12. ふるさと（中澤 Version）
（作詞・作曲：つんく 編曲：鈴木俊介）